# Chrysocentris clavaria
Chrysocentris clavaria là một loài bướm đêm thuộc họ Glyphipterigidae. Nó được tìm thấy ở Malawi.